# Formigueiros
Formigueiros (llamada oficialmente Santiago de Formigueiros) es una parroquia y una aldea española del municipio de Samos, en la provincia de Lugo, Galicia.

## Organización territorial
La parroquia está formada por cinco entidades de población:
- A Airexa
- A Vila
- Formigueiros
- Sancobade (Sancovade)
- Vilar

## Demografía

### Parroquia
| Gráfica de evolución demográfica de Formigueiros (parroquia) entre 2000 y 2021 |
|                                                                                |
| Datos según el nomenclátor publicado por el INE.                               |

### Aldea
| Gráfica de evolución demográfica de Formigueiros (aldea) entre 2000 y 2021 |
|                                                                            |
| Datos según el nomenclátor publicado por el INE.                           |